# Tom Erik Oxholm
Tom Erik Oxholm (* 22. února 1959 Larvik) je bývalý norský rychlobruslař.
V roce 1977 poprvé startoval na Mistrovství světa juniorů, o rok později získal bronzovou medaili a v roce 1980 skončil čtvrtý. Hned jeho první sezóna mezi dospělými byla jeho nejúspěšnější. Vybojoval bronzové medaile na Mistrovství Evropy i světa ve víceboji a startoval na Zimních olympijských hrách. Zde si v závodech na 5000 m a 10 000 m dobruslil shodně pro bronzové medaile. Jeho nejlepším výsledkem z následujících let je čtvrté místo na kontinentálním šampionátu 1982. Na podzim 1985 poprvé startoval v závodech Světového poháru, poslední závody absolvoval na začátku roku 1988.